# Sabine Appelmans
Sabine Appelmans (née le 22 avril 1972 à Alost) est une joueuse de tennis belge. Avec Dominique Monami, elle a été la meilleure joueuse de son pays durant les années 1990.
En Grand Chelem, elle a réalisé sa meilleure performance à l'Open d'Australie où elle s'est hissée en quarts de finale en 1997, atteignant en outre au minimum une fois les huitièmes dans chacun des trois autres Majeurs.
Elle a remporté sept titres WTA en simple pendant sa carrière, ainsi que quatre en double. Elle a également atteint les demi-finale de Wimbledon en double. Son meilleur classement mondial en simple a été une 16e place, atteinte en 1997, année durant laquelle elle a aussi obtenu son meilleur classement en double, une 21e place.
Élue sportive belge de l'année en 1990 et 1991, Sabine Appelmans a fait partie de l'équipe belge de Fed Cup de 1989 à 1998 et a participé aux Jeux olympiques de Barcelone et d'Atlanta.
Le 19 février 2007, elle est nommée capitaine de l'équipe belge de Fed Cup, en remplacement de Carl Maes. Fin 2011, elle cède sa place de capitaine à Ann Devries.

## Palmarès

### Titres en simple dames
| No | Date       | Nom et lieu du tournoi                 | Catégorie | Dotation  | Surface         | Finaliste            | Score         |          |
| -- | ---------- | -------------------------------------- | --------- | --------- | --------------- | -------------------- | ------------- | -------- |
| 1  | 28/10/1991 | Arizona Classic, Scottsdale            | Tier IV   | 150 000 $ | Dur (ext.)      | Chanda Rubin         | 7-5, 6-1      | Parcours |
| 2  | 04/11/1991 | Virginia Slims of Nashville, Nashville | Tier IV   | 150 000 $ | Dur (int.)      | Katrina Adams        | 6-2, 6-4      | Parcours |
| 3  | 13/04/1992 | Volvo Open, Pattaya                    | Tier V    | 100 000 $ | Dur (ext.)      | Andrea Strnadová     | 7-5, 3-6, 7-5 | Parcours |
| 4  | 07/02/1994 | EA-Generali Ladies, Linz               | Tier III  | 150 000 $ | Moquette (int.) | Meike Babel          | 6-1, 4-6, 7-6 | Parcours |
| 5  | 11/04/1994 | Volvo Open, Pattaya                    | Tier IV   | 100 000 $ | Dur (ext.)      | Patty Fendick        | 6-7, 7-6, 6-2 | Parcours |
| 6  | 24/04/1995 | Croatian Ladies Open, Zagreb           | Tier III  | 161 250 $ | Terre (ext.)    | Silke Meier          | 6-4, 6-3      | Parcours |
| 7  | 26/02/1996 | EA-Generali Ladies, Linz               | Tier III  | 164 250 $ | Moquette (int.) | Julie Halard-Decugis | 6-2, 6-4      | Parcours |

### Finales en simple dames
| No | Date       | Nom et lieu du tournoi    | Catégorie | Dotation  | Surface         | Vainqueure     | Score         |          |
| -- | ---------- | ------------------------- | --------- | --------- | --------------- | -------------- | ------------- | -------- |
| 1  | 29/01/1990 | Nutri-Metics, Auckland    | Tier V    | 75 000 $  | Dur (ext.)      | Leila Meskhi   | 6-1, 6-0      | Parcours |
| 2  | 08/04/1991 | Suntory Japan Open, Tokyo | Tier IV   | 150 000 $ | Dur (ext.)      | Lori McNeil    | 2-6, 6-2, 6-1 | Parcours |
| 3  | 06/04/1992 | Suntory Japan Open, Tokyo | Tier IV   | 150 000 $ | Dur (ext.)      | Kimiko Date    | 7-5, 3-6, 6-3 | Parcours |
| 4  | 18/10/1993 | Budapest Open, Budapest   | Tier III  | 150 000 $ | Moquette (int.) | Zina Garrison  | 7-5, 6-2      | Parcours |
| 5  | 21/04/1997 | Lotto Open, Budapest      | Tier IV   | 107 500 $ | Terre (ext.)    | Amanda Coetzer | 6-1, 6-3      | Parcours |

### Titres en double dames
| No | Date       | Nom et lieu du tournoi         | Catégorie | Dotation  | Surface         | Partenaire        | Finalistes                       | Score         |          |
| -- | ---------- | ------------------------------ | --------- | --------- | --------------- | ----------------- | -------------------------------- | ------------- | -------- |
| 1  | 14/02/1994 | Open Gaz de France Paris       | Tier II   | 400 000 $ | Moquette (int.) | Laurence Courtois | Mary Pierce Andrea Temesvári     | 6-4, 6-4      | Parcours |
| 2  | 09/02/1998 | Open Gaz de France Paris       | Tier II   | 450 000 $ | Moquette (int.) | Miriam Oremans    | Anna Kournikova Larisa Neiland   | 1-6, 6-3, 7-6 | Parcours |
| 3  | 15/06/1998 | Heineken Trophy Rosmalen       | Tier III  | 164 250 $ | Gazon (ext.)    | Miriam Oremans    | Cătălina Cristea Eva Melicharová | 6-7, 7-6, 7-6 | Parcours |
| 4  | 15/05/2000 | Mexx Sport Benelux Open Anvers | Tier IVa  | 140 000 $ | Terre (ext.)    | Kim Clijsters     | Jennifer Hopkins Petra Rampre    | 6-1, 6-1      | Parcours |

### Finales en double dames
| No | Date       | Nom et lieu du tournoi                     | Catégorie | Dotation    | Surface         | Vainqueures                          | Partenaire       | Score         |          |
| -- | ---------- | ------------------------------------------ | --------- | ----------- | --------------- | ------------------------------------ | ---------------- | ------------- | -------- |
| 1  | 05/02/1991 | Oslo Open Oslo                             | Tier V    | 75 000 $    | Moquette (int.) | Claudia Kohde-Kilsch Silke Meier     | Raffaella Reggi  | 3-6, 6-2, 6-4 | Parcours |
| 2  | 30/09/1991 | Milano Indoor Milan                        | Tier II   | 225 000 $   | Moquette (int.) | Sandy Collins Lori McNeil            | Raffaella Reggi  | 7-6, 6-3      | Parcours |
| 3  | 21/10/1991 | Puerto Rico Open San Juan                  | Tier IV   | 150 000 $   | Dur (ext.)      | Rika Hiraki Florencia Labat          | Camille Benjamin | 6-3, 6-3      | Parcours |
| 4  | 03/02/1992 | Nokia Grand Prix Essen                     | Tier II   | 350 000 $   | Moquette (int.) | Katerina Maleeva Barbara Rittner     | Claudia Porwik   | 7-5, 6-3      | Parcours |
| 5  | 17/02/1992 | Cesena Championships Cesena                | Tier V    | 100 000 $   | Moquette (int.) | Catherine Suire Catherine Tanvier    | Raffaella Reggi  | Forfait       | Parcours |
| 6  | 22/05/1995 | Internationaux de Strasbourg Strasbourg    | Tier III  | 161 250 $   | Terre (ext.)    | Lindsay Davenport Mary Joe Fernández | Miriam Oremans   | 6-2, 6-3      | Parcours |
| 7  | 20/05/1996 | Open Paginas Amarillas Madrid              | Tier II   | 250 000 $   | Terre (ext.)    | Jana Novotná Arantxa Sánchez         | Miriam Oremans   | 7-6, 6-2      | Parcours |
| 8  | 30/09/1996 | Sparkassen Cup Leipzig                     | Tier II   | 450 000 $   | Moquette (int.) | Kristie Boogert Nathalie Tauziat     | Miriam Oremans   | 6-4, 6-4      | Parcours |
| 9  | 20/03/1997 | The Lipton Championships Miami             | Tier I    | 1 750 000 $ | Dur (ext.)      | Arantxa Sánchez Natasha Zvereva      | Miriam Oremans   | 6-2, 6-3      | Parcours |
| 10 | 03/01/2000 | Thalgo Hardcourts Championships Gold Coast | Tier III  | 170 000 $   | Dur (ext.)      | Julie Halard-Decugis Anna Kournikova | Rita Grande      | 6-3, 6-0      | Parcours |

## Parcours en Grand Chelem

### En simple dames
| Année | Open d'Australie | Open d'Australie   | Internationaux de France | Internationaux de France | Wimbledon       | Wimbledon        | US Open         | US Open             |
| ----- | ---------------- | ------------------ | ------------------------ | ------------------------ | --------------- | ---------------- | --------------- | ------------------- |
| 1988  | -                | -                  | 2e tour (1/32)           | Helena Suková            | -               | -                | -               | -                   |
| 1990  | 3e tour (1/16)   | Catherine Tanvier  | 1er tour (1/64)          | Katerina Maleeva         | -               | -                | 3e tour (1/16)  | Gabriela Sabatini   |
| 1991  | 4e tour (1/8)    | Mary Joe Fernández | 4e tour (1/8)            | Steffi Graf              | 1er tour (1/64) | Steffi Graf      | 1er tour (1/64) | Zina Garrison       |
| 1992  | 1er tour (1/64)  | Larisa Neiland     | 2e tour (1/32)           | Natasha Zvereva          | 2e tour (1/32)  | Monica Seles     | 4e tour (1/8)   | Gabriela Sabatini   |
| 1993  | 1er tour (1/64)  | Patricia Hy        | 2e tour (1/32)           | Rosalyn Fairbank         | 3e tour (1/16)  | Natasha Zvereva  | 2e tour (1/32)  | Martina Navrátilová |
| 1994  | 3e tour (1/16)   | Mary Pierce        | 2e tour (1/32)           | Miriam Oremans           | 1er tour (1/64) | Barbara Rittner  | 1er tour (1/64) | Mary Joe Fernández  |
| 1995  | 3e tour (1/16)   | Barbara Paulus     | 3e tour (1/16)           | Anke Huber               | 1er tour (1/64) | Kimiko Date      | 3e tour (1/16)  | Gabriela Sabatini   |
| 1996  | 4e tour (1/8)    | Iva Majoli         | 3e tour (1/16)           | Monica Seles             | 4e tour (1/8)   | Arantxa Sánchez  | 1er tour (1/64) | Barbara Schett      |
| 1997  | 1/4 de finale    | Mary Pierce        | 1er tour (1/64)          | Caroline Dhenin          | 4e tour (1/8)   | Martina Hingis   | 1er tour (1/64) | Anna Kournikova     |
| 1998  | 1er tour (1/64)  | Natasha Zvereva    | 1er tour (1/64)          | Mary Pierce              | 3e tour (1/16)  | Dominique Monami | -               | -                   |
| 1999  | 3e tour (1/16)   | Monica Seles       | 1er tour (1/64)          | Åsa Svensson             | 2e tour (1/32)  | Nathalie Dechy   | 4e tour (1/8)   | Mary Pierce         |
| 2000  | 3e tour (1/16)   | Serena Williams    | 1er tour (1/64)          | Martina Hingis           | 4e tour (1/8)   | Venus Williams   | 1er tour (1/64) | María Vento         |
| 2001  | 2e tour (1/32)   | Denisa Chládková   | -                        | -                        | -               | -                | -               | -                   |

À droite du résultat, l’ultime adversaire.

### En double dames
| Année | Open d'Australie              | Open d'Australie           | Internationaux de France    | Internationaux de France   | Wimbledon                   | Wimbledon                  | US Open                    | US Open                    |
| ----- | ----------------------------- | -------------------------- | --------------------------- | -------------------------- | --------------------------- | -------------------------- | -------------------------- | -------------------------- |
| 1991  | 1/4 de finale R. Reggi        | G. Fernández Jana Novotná  | 1er tour (1/32) S. Cecchini | Bryukhovets E. Maniokova   | 2e tour (1/16) Caroline Vis | J. Capriati Mercedes Paz   | 3e tour (1/8) C. Benjamin  | MJ Fernández Zina Garrison |
| 1992  | 3e tour (1/8) I. Demongeot    | Pam Shriver N. Zvereva     | 3e tour (1/8) C. Porwik     | C. Martínez A. Sánchez     | 1er tour (1/32) M. Oremans  | I. Demongeot N. Tauziat    | 2e tour (1/16) J. Wiesner  | R. McQuillan C. Porwik     |
| 1993  | 1er tour (1/32) I. Demongeot  | Sandra Dopfer Maja Zivec   | 2e tour (1/16) L. Courtois  | A. Coetzer Gorrochategui   | 1er tour (1/32) B. Rittner  | R. McQuillan C. Porwik     | -                          | -                          |
| 1994  | 2e tour (1/16) R. Zrubáková   | A. Coetzer Gorrochategui   | 1er tour (1/32) L. Courtois | L. Davenport Lisa Raymond  | 1er tour (1/32) L. Courtois | Yayuk Basuki Nana Miyagi   | 2e tour (1/16) M. Maleeva  | C. Martínez N. Medvedeva   |
| 1995  | 1er tour (1/32) M. Oremans    | W. Probst D. Scott         | 1er tour (1/32) M. Oremans  | M. Bollegraf Rennae Stubbs | 3e tour (1/8) M. Oremans    | Lori McNeil Helena Suková  | 1er tour (1/32) M. Oremans | Chanda Rubin Pam Shriver   |
| 1996  | 2e tour (1/16) M. Oremans     | Lisa Raymond G. Sabatini   | 1er tour (1/32) M. Oremans  | M. McGrath L. Neiland      | 2e tour (1/16) M. Oremans   | A. Dechaume S. Testud      | 2e tour (1/16) M. Oremans  | K. Boogert Irina Spîrlea   |
| 1997  | 2e tour (1/16) M. Oremans     | V. Ruano Paola Suárez      | 1er tour (1/32) M. Oremans  | Chanda Rubin B. Schultz    | 1/2 finale M. Oremans       | G. Fernández N. Zvereva    | 1er tour (1/32) M. Oremans | A. Ellwood K. Radford      |
| 1998  | 3e tour (1/8) M. Oremans      | M. Bollegraf A. Sánchez    | 2e tour (1/16) M. Oremans   | Meike Babel W. Probst      | 1er tour (1/32) M. Oremans  | Rita Grande G. Helgeson    | -                          | -                          |
| 1999  | 3e tour (1/8) M. Oremans      | Nicole Arendt M. Bollegraf | 1er tour (1/32) M. Oremans  | L. Neiland A. Sánchez      | 1er tour (1/32) M. Oremans  | Likhovtseva Ai Sugiyama    | 1er tour (1/32) M. Oremans | Nana Miyagi Linda Wild     |
| 2000  | 3e tour (1/8) Rita Grande     | L. Davenport C. Morariu    | 1er tour (1/32) Rita Grande | M. de Swardt Navrátilová   | 1er tour (1/32) Rita Grande | Lisa Raymond Rennae Stubbs | 1er tour (1/32) Linda Wild | Navrátilová A. Sánchez     |
| 2001  | 1er tour (1/32) M. Grzybowska | Nicole Arendt Ai Sugiyama  | -                           | -                          | -                           | -                          | -                          | -                          |

Sous le résultat, la partenaire ; à droite, l’ultime équipe adverse.

### En double mixte
| Année | Open d'Australie             | Open d'Australie         | Internationaux de France    | Internationaux de France | Wimbledon                     | Wimbledon                   | US Open | US Open |
| ----- | ---------------------------- | ------------------------ | --------------------------- | ------------------------ | ----------------------------- | --------------------------- | ------- | ------- |
| 1992  | 1er tour (1/16) Rikard Bergh | M. Bollegraf Tom Nijssen | -                           | -                        | 1er tour (1/32) Rikard Bergh  | M. Oremans Jacco Eltingh    | -       | -       |
| 1994  | -                            | -                        | 1er tour (1/32) E. Ferreira | Lori McNeil Jorge Lozano | 1er tour (1/32) Libor Pimek   | Tracey Morton Laurie Warder | -       | -       |
| 1995  | -                            | -                        | -                           | -                        | 3e tour (1/8) Dick Norman     | G. Fernández Cyril Suk      | -       | -       |
| 1997  | -                            | -                        | -                           | -                        | 1er tour (1/32) Libor Pimek   | Yayuk Basuki Tom Nijssen    | -       | -       |
| 1998  | -                            | -                        | 2e tour (1/16) Piet Norval  | A. Dechaume J. Fleurian  | 1er tour (1/32) Menno Oosting | Kimberly Po Jack Waite      | -       | -       |
| 1999  | -                            | -                        | -                           | -                        | 1er tour (1/32) Peter Nyborg  | Mary Pierce Max Mirnyi      | -       | -       |
| 2000  | -                            | -                        | -                           | -                        | 1er tour (1/32) Peter Nyborg  | J. Capriati X. Malisse      | -       | -       |

Sous le résultat, le partenaire ; à droite, l’ultime équipe adverse.

## Parcours aux Masters

### En simple dames
| # | Date       | Nom de l'édition             | ($)       | Surface         | Résultat       | Ultime adversaire | Score    |          |
| - | ---------- | ---------------------------- | --------- | --------------- | -------------- | ----------------- | -------- | -------- |
| 1 | 17/11/1997 | Chase Championships New York | 2 000 000 | Moquette (int.) | 1er tour (1/8) | Mary Pierce       | 6-3, 6-4 | Parcours |

## Parcours aux Jeux olympiques

### En simple dames
| # | Date       | Nom de l'olympiade             | Surface      | Résultat        | Ultime adversaire | Score    |          |
| - | ---------- | ------------------------------ | ------------ | --------------- | ----------------- | -------- | -------- |
| 1 | 28/07/1992 | Olympic Tennis Event Barcelone | Terre (ext.) | 1/4 de finale   | Steffi Graf       | 6-1, 6-0 | Parcours |
| 2 | 23/07/1996 | Olympic Tennis Event Atlanta   | Dur (ext.)   | 1er tour (1/32) | Natasha Zvereva   | 7-5, 6-3 | Parcours |
| 3 | 19/09/2000 | Olympic Tennis Event Sydney    | Dur (ext.)   | 3e tour (1/8)   | Amanda Coetzer    | 6-3, 6-1 | Parcours |

### En double dames
| # | Date       | Nom de l'olympiade           | Surface    | Résultat      | Partenaire        | Ultimes adversaires           | Score         |          |
| - | ---------- | ---------------------------- | ---------- | ------------- | ----------------- | ----------------------------- | ------------- | -------- |
| 1 | 23/07/1996 | Olympic Tennis Event Atlanta | Dur (ext.) | 2e tour (1/8) | Laurence Courtois | Martina Hingis Patty Schnyder | 2-6, 6-1, 7-5 | Parcours |

## Parcours en Coupe de la Fédération
| #                                                                       | Date       | Lieu         | Surface                           | Gagnante(s)                       | Perdante(s)                         | Score          |          |
|                                                                         |            |              |                                   |                                   |                                     |                |          |
| 1988 - 1er tour (groupe mondial) - Belgique - Autriche - 1 : 2          |            |              |                                   |                                   |                                     |                |          |
| 1                                                                       | 05/12/1988 | Melbourne    |                                   | Sabine Appelmans                  | Petra Ritter                        | 6-4, 4-2, ab.  | Parcours |
| 1                                                                       | 05/12/1988 | Melbourne    | Heidi Sprung Judith Wiesner       | Sabine Appelmans Ann Devries      | 6-4, 7-63                           |                | Parcours |
|                                                                         |            |              |                                   |                                   |                                     |                |          |
| 1989 - 1er tour (groupe mondial) - Tchécoslovaquie - Belgique - 3 : 0   |            |              |                                   |                                   |                                     |                |          |
| 2                                                                       | 03/10/1989 | Tokyo        | Dur (ext.)                        | Helena Suková                     | Sabine Appelmans                    | 6-4, 6-1       | Parcours |
| 2                                                                       | 03/10/1989 | Tokyo        | Dur (ext.)                        | Jana Pospíšilová Regina Kordová   | Sabine Appelmans C. Van Renterghem  | 7-68, 1-6, 6-3 | Parcours |
|                                                                         |            |              |                                   |                                   |                                     |                |          |
| 1990 - 1er tour (groupe mondial) - Suède - Belgique - 1 : 2             |            |              |                                   |                                   |                                     |                |          |
| 3                                                                       | 23/07/1990 | Atlanta      | Dur (ext.)                        | Catarina Lindqvist                | Sabine Appelmans                    | 7-5, 7-5       | Parcours |
| 3                                                                       | 23/07/1990 | Atlanta      | Dur (ext.)                        | Sabine Appelmans Sandra Wasserman | Catarina Lindqvist Maria Strandlund | 6-2, 6-2       | Parcours |
|                                                                         |            |              |                                   |                                   |                                     |                |          |
| 1990 - 2e tour (groupe mondial) - États-Unis - Belgique - 3 : 0         |            |              |                                   |                                   |                                     |                |          |
| 4                                                                       | 23/07/1990 | Atlanta      | Dur (ext.)                        | Zina Garrison                     | Sabine Appelmans                    | 6-4, 6-1       | Parcours |
| 4                                                                       | 23/07/1990 | Atlanta      | Dur (ext.)                        | Gigi Fernández Zina Garrison      | Sabine Appelmans Sandra Wasserman   | 6-1, 6-3       | Parcours |
|                                                                         |            |              |                                   |                                   |                                     |                |          |
| 1991 - 1er tour (groupe mondial) - Espagne - Belgique - 2 : 0           |            |              |                                   |                                   |                                     |                |          |
| 5                                                                       | 23/07/1991 | Nottingham   |                                   | Arantxa Sánchez                   | Sabine Appelmans                    | 7-65, 6-3      | Parcours |
|                                                                         |            |              |                                   |                                   |                                     |                |          |
| 1991 - Barrage (groupe mondial I) - Belgique - Japon - 1 : 2            |            |              |                                   |                                   |                                     |                |          |
| 6                                                                       | 25/07/1991 | Nottingham   |                                   | Sabine Appelmans                  | Naoko Sawamatsu                     | 6-3, ab.       | Parcours |
| 6                                                                       | 25/07/1991 | Nottingham   | Kimiko Date Maya Kidowaki         | Sabine Appelmans Ann Devries      | 3-6, 6-2, 6-3                       |                | Parcours |
|                                                                         |            |              |                                   |                                   |                                     |                |          |
| 1991 - Barrage (groupe mondial I) - Belgique - Yougoslavie - 3 : 0      |            |              |                                   |                                   |                                     |                |          |
| 7                                                                       | 26/07/1991 | Nottingham   |                                   | Sabine Appelmans                  | Nadin Ercegovic                     | 6-2, 6-1       | Parcours |
| 7                                                                       | 26/07/1991 | Nottingham   | Sabine Appelmans Sandra Wasserman | Nadin Ercegovic Ljudmila Pavlov   | 6-1, 6-0                            |                | Parcours |
|                                                                         |            |              |                                   |                                   |                                     |                |          |
| 1992 - 1er tour (groupe mondial) - Belgique - Espagne - 1 : 2           |            |              |                                   |                                   |                                     |                |          |
| 8                                                                       | 14/07/1992 | Francfort    | Terre (ext.)                      | Arantxa Sánchez                   | Sabine Appelmans                    | 6-1, 6-2       | Parcours |
|                                                                         |            |              |                                   |                                   |                                     |                |          |
| 1992 - Barrage (groupe mondial I) - Afrique du Sud - Belgique - 2 : 1   |            |              |                                   |                                   |                                     |                |          |
| 9                                                                       | 16/07/1992 | Francfort    | Terre (ext.)                      | Sabine Appelmans                  | Amanda Coetzer                      | 6-3, 6-3       | Parcours |
| 9                                                                       | 16/07/1992 | Francfort    | Terre (ext.)                      | Mariaan de Swardt Elna Reinach    | Sabine Appelmans Sandra Wasserman   | 6-0, 6-4       | Parcours |
|                                                                         |            |              |                                   |                                   |                                     |                |          |
| 1994 - 1er tour (groupe mondial) - Belgique - Suède - 1 : 2             |            |              |                                   |                                   |                                     |                |          |
| 10                                                                      | 18/07/1994 | Francfort    | Terre (ext.)                      | Sabine Appelmans                  | Åsa Svensson                        | 5-7, 6-4, 6-2  | Parcours |
| 10                                                                      | 18/07/1994 | Francfort    | Terre (ext.)                      | Maria Lindström Maria Strandlund  | Sabine Appelmans Dominique Monami   | 4-6, 6-1, 6-3  | Parcours |
|                                                                         |            |              |                                   |                                   |                                     |                |          |
| 1995 - Barrage (groupe mondial II) - Belgique - Corée du Sud - 3 : 2    |            |              |                                   |                                   |                                     |                |          |
| 11                                                                      | 22/07/1995 | Ostende      | Terre (ext.)                      | Sabine Appelmans                  | Kim Eun-ha                          | 6-0, 6-2       | Parcours |
| 11                                                                      | 22/07/1995 | Ostende      | Terre (ext.)                      | Sabine Appelmans                  | Park Sung-hee                       | 6-3, 6-3       | Parcours |
| 11                                                                      | 22/07/1995 | Ostende      | Terre (ext.)                      | Sabine Appelmans Nancy Feber      | Choi Ju-yeon Kim Eun-ha             | 6-1, 6-1       | Parcours |
|                                                                         |            |              |                                   |                                   |                                     |                |          |
| 1996 - 1/4 de finale (groupe mondial II) - Indonésie - Belgique - 0 : 5 |            |              |                                   |                                   |                                     |                |          |
| 12                                                                      | 27/04/1996 | Jakarta      | Dur (ext.)                        | Sabine Appelmans                  | Romana Tedjakusuma                  | 6-1, 6-0       | Parcours |
| 12                                                                      | 27/04/1996 | Jakarta      | Dur (ext.)                        | Sabine Appelmans                  | Yayuk Basuki                        | 7-5, 6-4       | Parcours |
|                                                                         |            |              |                                   |                                   |                                     |                |          |
| 1996 - Barrage (groupe mondial I) - Afrique du Sud - Belgique - 1 : 4   |            |              |                                   |                                   |                                     |                |          |
| 13                                                                      | 13/07/1996 | Bloemfontein | Dur (ext.)                        | Sabine Appelmans                  | Mariaan de Swardt                   | 0-6, 6-3, 6-2  | Parcours |
| 13                                                                      | 13/07/1996 | Bloemfontein | Dur (ext.)                        | Sabine Appelmans                  | Amanda Coetzer                      | 6-3, 3-6, 6-0  | Parcours |
|                                                                         |            |              |                                   |                                   |                                     |                |          |
| 1997 - 1/4 de finale (groupe mondial) - Belgique - Espagne - 5 : 0      |            |              |                                   |                                   |                                     |                |          |
| 14                                                                      | 01/03/1997 | Sprimont     | Dur (int.)                        | Sabine Appelmans                  | Magüi Serna                         | 6-1, 4-6, 6-3  | Parcours |
| 14                                                                      | 01/03/1997 | Sprimont     | Dur (int.)                        | Sabine Appelmans                  | Arantxa Sánchez                     | 6-3, 2-6, 8-6  | Parcours |
|                                                                         |            |              |                                   |                                   |                                     |                |          |
| 1997 - 1/2 finale (groupe mondial) - France - Belgique - 3 : 2          |            |              |                                   |                                   |                                     |                |          |
| 15                                                                      | 12/07/1997 | Nice         | Terre (ext.)                      | Alexandra Fusai                   | Sabine Appelmans                    | 6-71, 6-3, 6-1 | Parcours |
| 15                                                                      | 12/07/1997 | Nice         | Terre (ext.)                      | Sandrine Testud                   | Sabine Appelmans                    | 6-2, 6-4       | Parcours |
|                                                                         |            |              |                                   |                                   |                                     |                |          |
| 1998 - 1/4 de finale (groupe mondial) - Belgique - France - 2 : 3       |            |              |                                   |                                   |                                     |                |          |
| 16                                                                      | 18/04/1998 | Gand         | Dur (int.)                        | Sandrine Testud                   | Sabine Appelmans                    | 6-3, 6-2       | Parcours |
| 16                                                                      | 18/04/1998 | Gand         | Dur (int.)                        | Sarah Pitkowski                   | Sabine Appelmans                    | 4-6, 6-3, 6-1  | Parcours |
|                                                                         |            |              |                                   |                                   |                                     |                |          |
| 1998 - Barrage (groupe mondial I) - Slovaquie - Belgique - 4 : 1        |            |              |                                   |                                   |                                     |                |          |
| 17                                                                      | 25/07/1998 | Bratislava   | Terre (ext.)                      | Henrieta Nagyová                  | Sabine Appelmans                    | 7-5, 6-4       | Parcours |
| 17                                                                      | 25/07/1998 | Bratislava   | Terre (ext.)                      | Karina Habšudová                  | Sabine Appelmans                    | 6-2, 4-6, 7-5  | Parcours |
|                                                                         |            |              |                                   |                                   |                                     |                |          |
| 1999 - 1/4 de finale (groupe mondial II) - Pays-Bas - Belgique - 0 : 5  |            |              |                                   |                                   |                                     |                |          |
| 18                                                                      | 17/04/1999 | Bois-le-Duc  | Moquette (int.)                   | Sabine Appelmans Els Callens      | Amanda Hopmans Miriam Oremans       | 2-6, 6-3, 6-4  | Parcours |

## Classements WTA

### En simple
| Année | 1987 | 1988 | 1989 | 1990 | 1991 | 1992 | 1993 | 1994 | 1995 | 1996 | 1997 | 1998 | 1999 | 2000 |
| Rang  | 283  | 213  | 144  | 22   | 18   | 26   | 36   | 27   | 31   | 21   | 16   | 49   | 30   | 50   |

Source : (en) « Classements de Sabine Appelmans », sur le site officiel du WTA Tour

### En double
| Année | 1988 | 1989 | 1990 | 1991 | 1992 | 1993 | 1994 | 1995 | 1996 | 1997 | 1998 | 1999 | 2000 |
| Rang  | 485  | 437  | 133  | 39   | 38   | 121  | 59   | 58   | 39   | 28   | 38   | 97   | 78   |

Source : (en) « Classements de Sabine Appelmans », sur le site officiel du WTA Tour